# 고이야마가타역
고이야마가타역(일본어: 恋山形駅)은 일본 돗토리현 야즈군 지즈정에 위치한 지즈 급행 지즈 선의 철도역이다. 상대식 승강장 2면 2선의 구조를 갖춘 지상역이다. 공사 당시 가칭은 이나바야마가타(因幡山形)였다.

## 타는 곳
| 1 · 2 | ■ 지즈 선 | 하행 | 지즈 · 돗토리 · 구라요시 방면            |
| 1 · 2 | ■ 지즈 선 | 상행 | 가미고리 · 오사카 · 교토 · 오카야마 방면 |

## 역 주변
- 국도 제373호선
- 돗토리 현도 6호 쓰야마치즈핫토 선

## 역사
- 1994년 12월 3일 : 지즈 급행 지즈 선 개업과 동시에 설치.

## 인접 역
| 지즈 급행 ■ 지즈 선    | 지즈 급행 ■ 지즈 선 | 지즈 급행 ■ 지즈 선 |
| ---------------------- | ------------------- | ------------------- |
| 야마사토 가미고리 방면 | ■ 지즈 선           | 지즈 지즈 방면      |